# Padim Israel
Federico Israel, detto Padim (Manila, 2 settembre 1956), è un ex cestista filippino.

## Carriera
Con le Filippine ha disputato i Campionati mondiali del 1978.